# Le Crime de la semaine
Le Crime de la semaine (titre original : The Glass Web) est un film américain réalisé en relief (3-D) par Jack Arnold, sorti en 1953.

## Synopsis
Henry Hayes est un chercheur en criminalité très respecté, connu pour son perfectionnisme implacable, et parfois plaisanté à ce sujet. On sait peu de choses sur sa vie sociale. Lorsque Hayes découvre qu'il est dirigé par la chercheuse d'or Paula Rainer, il la tue dans une colère accidentelle. Il décide que le meilleur moyen de détourner les soupçons est de recréer immédiatement le crime dans son émission de télévision.
Mais le producteur Don Newell, qui se trouvait à l'extérieur du couloir de la femme morte au moment du meurtre, remarque que le perfectionnisme de Hayes le pousse à inclure des éléments que seul le meurtrier aurait pu connaître, y compris quel disque était lu sur son tourne-disque (Bing Crosby chantant "Temptation").
Newell est capable de piéger Hayes dans des aveux, et Hayes est arrêté.

## Fiche technique
- Titre :  Le Crime de la semaine
- Titre original : The Glass Web
- Réalisateur : Jack Arnold
- Scénario : Robert Blees, Leonard Lee d'après le roman Vous l'aurez voulu (Spin the Glass Web)  de Max Ehrlich
- Musique : Milton Rosen, Frank Skinner, Herman Stein
- Producteurs : Albert J. Cohen
- Société de production : Universal International Pictures
- Directeur de la photographie : Maury Gertsman
- Monteur : Ted J. Kent
- Durée : 81 minutes
- Film en noir et blanc
- Genre : Drame, film policier, film noir
- Dates de sortie :
  - États-Unis : 11 novembre 1953
  - France : 14 mai 1954

## Distribution
- Edward G. Robinson : Henry Hayes
- John Forsythe : Don Newell
- Kathleen Hughes : Paula Ranier
- Marcia Henderson : Louise Newell
- Richard Denning : Dave Markson
- Hugh Sanders : Mike Stevens
- Jean Willes : Sonia
- Eve McVeagh : Viv
- Harry Tyler : Jake
- John Hiestand
- Clark Howat : Bob Warren
- Robert Nelson
- John Verros : Fred Abbott
- Helen Wallace : Mrs. Doyle
- Benny Rubin